# Chrysobothris quadraticollis
Chrysobothris quadraticollis es una especie de escarabajo del género Chrysobothris, familia Buprestidae. Fue descrita científicamente por Kerremans en 1892.